# Juninho (calciatore febbraio 1995)
José Carlos Ferreira Júnior, meglio noto come Juninho (Londrina, 1º febbraio 1995), è un calciatore brasiliano, difensore dell'Internacional.

## Caratteristiche tecniche
È un difensore centrale.

## Carriera
Cresciuto nelle giovanili del Coritiba, ha esordito il 26 luglio 2015 in un match pareggiato 1-1 contro il Corinthians.
Il 13 luglio 2021, lascia il Brasile, per trasferirsi ai danesi del Midtjylland.

## Statistiche

### Presenze e reti nei club
Statistiche aggiornate al 24 dicembre 2017.
| Stagione        | Squadra         | Campionato      | Campionato | Campionato | Coppe nazionali | Coppe nazionali | Coppe nazionali | Coppe continentali | Coppe continentali | Coppe continentali | Altre coppe | Altre coppe | Altre coppe | Totale | Totale | Totale |
| Stagione        | Squadra         | Comp            | Pres       | Reti       | Comp            | Pres            | Reti            | Comp               | Pres               | Reti               | Comp        | Pres        | Reti        | Pres   | Reti   |        |
| --------------- | --------------- | --------------- | ---------- | ---------- | --------------- | --------------- | --------------- | ------------------ | ------------------ | ------------------ | ----------- | ----------- | ----------- | ------ | ------ | ------ |
| 2015            | Coritiba        | A+PAR           | 19+0       | 0          | CB              | 1               | 0               |                    | -                  | -                  |             | -           | -           | 20     | 0      |        |
| 2016            | Coritiba        | A+PAR           | 36+15      | 1+0        | CB              | 2               | 0               | CS                 | 6                  | 0                  | PL          | 2           | 0           | 61     | 1      |        |
| 2017            | Coritiba        | A+PAR           | 0+8        | 0          | CB              | 2               | 0               |                    | -                  | -                  |             | -           | -           | 10     | 0      |        |
| Totale Coritiba | Totale Coritiba | Totale Coritiba | 78         | 1          |                 | 5               | 0               |                    | 6                  | 0                  |             | 2           | 0           | 91     | 1      |        |
| 2017            | Palmeiras       | A+PAU           | 21+0       | 0          | CB              | 0               | 0               | CL                 | 1                  | 0                  |             | -           | -           | 22     | 0      |        |
| Totale carriera | Totale carriera | Totale carriera | 99         | 1          |                 | 5               | 0               |                    | 7                  | 0                  |             | 2           | 0           | 113    | 1      |        |

## Palmarès

### Club

#### Competizioni statali
- Campionato Paranaense: 1

Coritiba: 2017
- Campionato Gaúcho: 1

Internacional: 2025

#### Competizioni nazionali
- Coppa di Danimarca: 1

Midtjylland: 2021-2022
- Campionato danese: 1

Midtjylland: 2023-2024